# 富里市農業協同組合
富里市農業協同組合（とみさとしのうぎょうきょうどうくみあい、JA富里、JA富里市、富里市農協）は、千葉県富里市に本所を置く農業協同組合。

## 店舗
- 本店
- 富里農協産直センター
- 北部第2産直センター